# Hellmuth Schipani
Hellmuth Schipani (* 25. April 1927 in Krems an der Donau; † 14. August 1993 in Innsbruck) war ein österreichischer Politiker der Sozialistischen Partei Österreichs (SPÖ).

## Ausbildung und Beruf
Nachdem er die Pflichtschulen und eine Fortbildungsschule besucht hatte, lernte er den Beruf des Elektrikers.

## Politische Funktionen
- Vorsitzender der Bundesratsfraktion des Klubs Sozialistischer Abgeordneter und Bundesräte
- Mitglied des Zentralvorstandes und Landesobmann-Stellvertreter der Gewerkschaft Metall-Bergbau-Energie
- Vorstandsmitglied und Kammerrat der Kammer für Arbeiter und Angestellte für Niederösterreich
- Betriebsratsobmann des Arbeiterbetriebsrates der Hütte Krems GmbH
- Mitglied des Vorstandes der Niederösterreichischen Gebietskrankenkasse

## Politische Mandate
- 8. Mai 1970 bis 28. November 1987: Mitglied des Bundesrates (XII., XIII., XIV., XV., XVI. und XVII. Gesetzgebungsperiode), SPÖ
- 10. März 1983 bis 28. November 1987: Stellvertretender Vorsitzender des Bundesrates (XV. bis XVII. Gesetzgebungsperiode), SPÖ